# Aymeric Picaud
Aymeric Picaud – francuski mnich żyjący w XII wieku, autor przewodnika dla pielgrzymów podążających Drogą św. Jakuba do Santiago de Compostela, który dołączono do Kodeksu Kalikstyńskiego jako piątą jego księgę. Picaud sam przebył szlak konno i opisał szczegółowo mijane miasta, sanktuaria i trakty, a także możliwe zagrożenia, gastronomię, źródła wody i własne, niepochlebne opinie o mieszkańcach Hiszpanii.
Picaud w swojej pracy podzielił drogę z Francji do Santiago na trzynaście etapów, z których każdy miał być pokonany w ciągu kilku dni. Średnio pieszy miał według jego zaleceń pokonywać 35 km dziennie, a konny dwukrotnie więcej. Autor w swoim dziele opisuje, oprócz kwestii związanych z podróżą także mityczne lecznicze osiągnięcia św. Jakuba, takie jak rzekome leczenie ze ślepoty a nawet przywracanie do martwych życia. Opisuje także najbardziej obserwowaną wersję historii odnalezienia w Galicji ciała Jakuba.